# Дојчнојдорф
Дојчнојдорф (њем. Deutschneudorf) општина је у њемачкој савезној држави Саксонија. Једно је од 69 општинских средишта округа Ерцгебирге. Према процјени из 2010. у општини је живјело 1.132 становника. Посједује регионалну шифру (AGS) 14521140.

## Географски и демографски подаци
Дојчнојдорф се налази у савезној држави Саксонија у округу Ерцгебирге. Општина се налази на надморској висини од 664 метра. Површина општине износи 8,0 km². У самом мјесту је, према процјени из 2010. године, живјело 1.132 становника. Просјечна густина становништва износи 141 становника/km².